# 7-ма армія (СРСР)
Сьо́ма а́рмія (7 А) — оперативне об'єднання сухопутних військ радянських військ, загальновійськова армія в роки Німецько-радянської війни. В період з 25 вересня 1941 року по лютий 1944 року 7-ма окрема армія.

## Радянсько-фінська війна
Вперше управління 7-ї армії було сформоване 14 вересня 1939 року в Ленінградському військовому окрузі на базі управління Калінінського військового округа. Командувачем був призначений командарм 2-го рангу В. Ф. Яковлєв. У листопаді 1939, незадовго до радянсько-фінської війни 1939 років включала 19-й, 50-й стрілецькі корпуси, 10-й танковий корпус, 138-му стрілецьку дивізію і 20-ту танкову бригаду, а також 16 окремих артполків, 644 бойових літака.

### Бойові дії
З початком війни 7-ма армія брала участь в наступі на Карельському перешийку. До 12 грудня частини 7-ї армії змогли здолати смугу забезпечення лінії Маннергейму і вийти до переднього краю головної смуги оборони, але запланований прорив смуги з ходу не удався внаслідок явно недостатніх сил і поганої організації наступу. До кінця грудня продовжувалися спроби прориву, що не принесли успіху. До кінця грудня на фронті встановилося відносне затишшя. Протягом всього січня і початку лютого йшло посилення військ, поповнення матеріальних запасів, переформування частин і з'єднань.
Для штурму лінії Маннергейму був створений Північно-Західний фронт під командуванням командарма 1 рангу Тимошенко і члена військової ради Ленінградського військового округу Жданова, куди увійшли 7-ма і 13-та армії.
11 лютого 1940 року після десятиденної артпідготовки почався новий наступ Червоної Армії. В ході триденних напружених боїв війська 7-ї армії прорвали першу смугу оборони лінії Маннергейма, ввели в прорив танкові з'єднання, які приступили до розвитку успіху. До 17 лютого частини фінської армії були відведені до другої смуги оборони, оскільки створилася загроза оточення. До 21 лютого 7-ма армія вийшла до другої смуги оборони. До 24 лютого частини 7-ї армії, взаємодіючи з береговими загонами моряків Балтійського флоту, захопили декілька прибережних островів.
28 лютого армія почала наступ в смузі від озера Вуокса до Виборгський затоки. На завершальному етапі операції 7-ма армія наступала в напрямку на Виборг. Фіни вимушені були відступати. Намагаючись зупинити наступ на Виборг, вони відкрили шлюзи Сайменського каналу, затопивши місцевість на північний схід від міста, але це теж не допомогло. 13 березня війська 7-ї армії увійшли до міста Виборг. Після закінчення війни наказом Наркома оборони № 0013 від 26 березня 1940 року управління 7-ї армії було розформоване.

## Друге формування
Вдруге управління 7-ї армії було сформоване наказом Наркома оборони № 0050 від 18 вересня 1940 року на базі 56-го стрілецького корпусу з дислокацією в Петрозаводську.

### Німецько-радянська війна
Перед початком Німецько-радянської війни армія займала оборону по державному кордону СРСР на північ від Ладозького озера.

#### 1941 рік
24 червня 1941 року армія була включена до складу Північного фронту. З 1 липня її війська вели оборонні бої в Карелії, відходячи під ударами фінських військ. До 30 липня 1941 року армія оборонялася на рубежі Поросозеро, Шотозеро, р. Тулокса (за 25 км на північний захід від м. Олонець). З 27 серпня 1941 року армія була віддана до складу Ленінградського, а з 01 вересня 1941 року Карельського фронту.
У середині вересня 1941 року її війська, що оборонялися на ухтінському і ребольському напрямках, були передані до складу Кемської оперативної групи Карельського фронту. 25 вересня 1941 року армія була виведена із складу Карельського фронту і перейменована в 7-му окрему армію з підпорядкуванням Ставці ВГК. У середині жовтня 1941 р. її війська що діяли на медвеж'єгорському і кондопожському напрямках, були виділені в Медвежьегорську оперативну групу Карельського фронту. З жовтня 1941 року до червня 1944 року армія обороняла рубіж по р. Свір між Онезьким і Ладозьким озерами.

#### 1942
У квітні 1942 армією була проведена невелика наступальна операція із завданням опанувати район Підпоріжжя і закріпитися на правом березі річки Свір, створивши плацдарми на лівому березі на випадок подальших наступальних дій армії. Проведення операції 7-ї армії передбачалося вести одночасно з операцією 32-ї армії. Досягти в ході операції вказаних цілей не удалося.

#### 1944
З 21 червня 1944 армія у складі 37-го гвардійського, 4-го, 94-го і 99-го стрілецьких корпусів, деяких артилерійських, танкових, інженерних і інших з'єднань і частин брала участь у Свірсько-Петрозаводської операції. Вранці 21 червня 1944 року в смузі 7-ї армії Карельського фронту, якою командував генерал-лейтенант Крутиков О. М., почалася потужна артилерійська і авіаційна підготовка. У перший же день операції війська 7-ї армії за підтримки Ладозької військової флотилії форсувавши річку Свір в районі Лодейноє Поле захопили плацдарм до 16 км по фронту і 8 км в глибину. Підтримуючи їх дії, авіація 7-ї повітряної армії 21 червня 1944 року зробила 642 бойових літако-вильоти. На інший день плацдарм був значно розширений.
При подоланні Свірі в районі Лодєйне Поле 21 червня 1944 року зробили подвиг 12 воїнів 300-го гвардійського стрілецького полку 99-ї гвардійської стрілецької дивізії і 4 воїни 296-го гвардійського стрілецького полку 98-ї гвардійської стрілецької дивізії. Бродів тут не було, а належало здолати водну перешкоду шириною 400 м під щільним вогнем противника.
Перед початком форсування річки головними силами командування фронту і армії вирішило додатково уточнити систему вогню фінів. Для цього була створена група з молодих бійців-добровольців. Задум виправдався. При подоланні річки групою сміливців противник відкрив запеклий вогонь. В результаті бою було виявлено багато його вогневих точок. Незважаючи на обстріл група дісталася до протилежного берега і закріпилася на ньому. Своїми самовідданими діями герої сприяли успішному форсуванню річки головними силами. За героїчний подвиг Указом Президії Верховної Ради СРСР від 21 липня 1944 всі 16 воїнів було удостоєно звання Героя Радянського Союзу.

### Командування
Командувачі:
- командарм 2-го рангу Яковлєв В. П.
- командарм 2-го рангу Мерецков К. П. (з 7 грудня 1939)
- генерал-лейтенант Гореленко П. Д. (січень — вересень 1941 та листопад 1941 — червень 1942);
- генерал армії Мерецков К. П. (вересень — листопад 1941);
- генерал-лейтенант Трофименко С. Г. (липень 1942 — січень 1943);
- генерал-майор, з квітня 1943 генерал-лейтенант Крутиков О. М. (січень 1943 — серпень 1944);
- генерал-лейтенант Глуздовський В. О. (серпень — грудень 1944).